# Bactrocera latilineola
Bactrocera latilineola är en tvåvingeart som beskrevs av Drew och Albany Hancock 1994. Bactrocera latilineola ingår i släktet Bactrocera och familjen borrflugor. Inga underarter finns listade.